# OST Fest
L'OST Fest (Open Air) è il più grande festival musicale heavy metal organizzato in Romania a partire dal 2010.
Le prime due edizioni erano chiamate OST Mountain Fest.

## Edizioni
I gruppi sono ordinati sulla base effettiva delle esibizioni a prescindere da ogni informazione divulgata prima dell'inizio del concerto.

### Edizione 2012
(Band per ora confermate)
| Venerdì 15 giugno                 | Sabato 16 giugno                | Domenica 17 giugno                        |
| --------------------------------- | ------------------------------- | ----------------------------------------- |
| Mötley Crüe Dimmu Borgir Overkill | Manowar Europe Trooper HolyHell | Motörhead Megadeth W.A.S.P. Lake of Tears |